# إيكسيلنت واللازا
إيكسيلنت واللازا (Excellent Walaza)، من مواليد 8 ابريل 1987 في سوويتو في جنوب أفريقيا، لاعب كرة قدم جنوب أفريقي.
بدأ مسيرته الكروية مع نادي أورلاندو بيراتس الجنوب أفريقي منذ عام 2006، وهو يلعب معهم حتى الآن.
منذ عام 2007 وهو يلعب مع منتخب جنوب أفريقيا لكرة القدم.

## روابط خارجية
- إيكسيلنت واللازا على موقع قاعدة بيانات كرة القدم.إي يو (الإنجليزية)
- إيكسيلنت واللازا على موقع ناشيونال فوتبول تيمز (الإنجليزية)
- إيكسيلنت واللازا على موقع كووورة